# Мякина

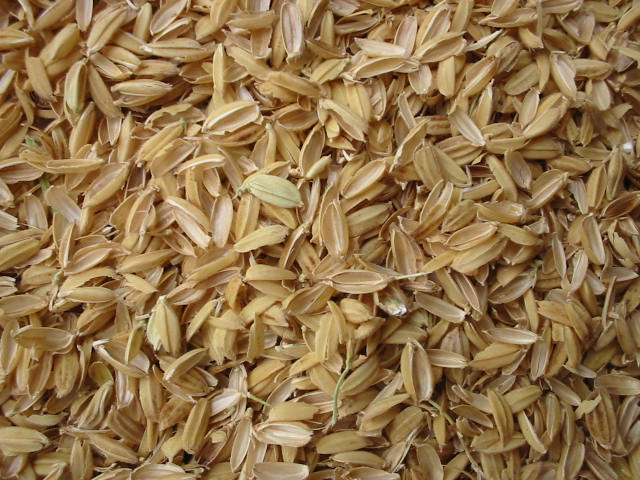
Рисовая мякина (полова)

Мяки́на, также поло́ва — отброс, получающийся при обмолоте (молотьбе - устаревший термин, на практике применяется в локальных говорах и в просторечии) хозяйственных растений. Состоит из мелких частей колосовых и бобовых растений, то есть шелухи — цветочных и кроющих плёнок колосков, обломков колосьев, стручьев, обрывков стеблей и прочих подобных элементов.

Сохраняется под навесами с опускающимися низко к земле крышами или в сараях, где она защищена от дождей и заноса снегом.

## Применение
Мякина находит себе применение в качестве кормового средства для крупного и мелкого рогатого скота, средних и мелких домашних животных в частном подворье. По своему составу она ближе всего подходит к соломе тех растений, от которых она получается, но, в зависимости от региона произрастания и погодных условий текущего года, в ряде случаев превосходит её содержанием азота и лёгкой переваримостью в свежем состоянии. Высыхая, мякина делается жёсткой, и потому в сухом состоянии скот ест мякину неохотно. Этот корм, вследствие содержания остей (усов колосьев), кроме того, вредно сказывается на слизистой оболочке ротовой полости, засоряет книжку (третье отделение желудка) и тем самым может стать причиной смерти животного. По этой причине мякину повсеместно принято давать в виде пареного корма. Чаще всего запарка производится в деревянном чане — мякину пересыпают послойно отрубями или жмыхами с небольшим количеством соли и обдают кипятком. Таким образом, запаренная мякина делается мягче и охотно поедается скотом. Для этой же цели мякину используют как часть или основу для заготовки силоса, иногда вместе с другими хозяйственными культурами.
Прессованная мякина ранее часто служила материалом для производства разного рода изделий народных промыслов (например, горшков для рассады). Будучи в большинстве регионов мира относительно экологически чистым продуктом, она привлекает низкой ценой, но при этом служит меньше, чем её пластмассовые или глиняные аналоги.
Термин мякина имеет и особое историческое иносказательное значение в русском языке. Под мякиной в начале прошлого века подразумевали некачественную продукцию растениеводства, схожую с более дорогими и качественными продуктами. Поскольку недобросовестные продавцы иногда смешивали мякину с товарными продуктами (зерном), появилось устойчивое выражение "...на мякине меня не проведешь..."